# Hạ Môn

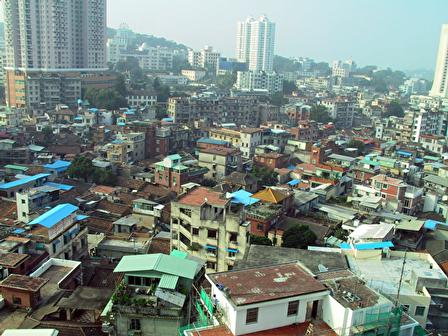
Một góc Hạ Môn

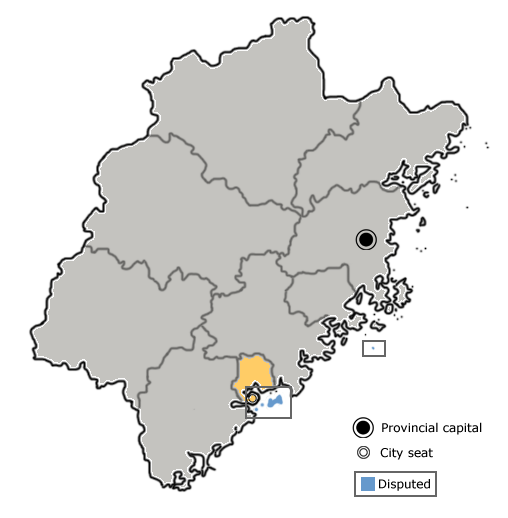
Vị trí Hạ Môn tại tỉnh Phúc Kiến

Hạ Môn (chữ Hán giản thể: 厦门; chữ Hán phồn thể: 廈門; pinyin: Xiàmén; Wade-Giles: Hsiamen) là thành phố phó tỉnh ven biển nằm ở phía Đông Nam tỉnh Phúc Kiến, Trung Quốc. Thành phố nhìn ra eo biển Đài Loan và giáp giới với thành phố Tuyền Châu về phía Bắc và Chương Châu về phía Nam. Tên gọi của thành phố này theo phiên âm dựa vào phương ngữ, được quốc tế biết đến, nhất là trong các văn bản cũ, là Amoy. Thành phố là một trong những đặc khu kinh tế của Trung Quốc. Diện tích: 1.565 km², dân số 3,5 triệu người. GDP: 435,118 tỷ NDT, GDP đầu người: 16.235 USD, xếp thứ 9 trong các thành phố của Trung Quốc.

## Phân chia hành chính
Thành phố Hạ Môn quản lý 6 đơn vị hành chính cấp huyện, tất cả đều là quận.
- Hải Thương (海沧区)
- Hồ Lý (湖里区)
- Tập Mỹ (集美区)
- Tư Minh (思明区)
- Đồng An (同安区)
- Tường An (翔安区)

Quận Tư Minh và Hồ Lý tạo lập thành đặc khu kinh tế năm 1980.
Hạ Môn là thương cảng được người châu Âu sử dụng năm 1541, đây là cảng chính của Trung Quốc vào thế kỷ XIX xuất khẩu trà. Do đó tiếng địa phương của Hạ Môn (tiếng Khách Gia) đã ảnh hưởng lên cách phát âm các từ mà ngôn ngữ châu Âu vay mượn từ tiếng Hán (ví dụ: tea hoặc thé (茶 tê), cumshaw (感謝 kám-siā), ketchup (茄汁 kiô-chiap) và Pekoe (白毫 pe̍h-hô) xuất phát từ tiếng Mân Nam. Hạ Môn là một trong 5 cảng nhượng quyền từ Trung Quốc nằm trong Hiệp ước Nam Kinh ký kết cuối năm 1842 khi kết thúc Chiến tranh Nha phiến giữa Anh và Trung Quốc. Kinh tế: đánh bắt cá, đóng tàu, chế biến thực phẩm, dệt, chế tạo máy, hóa chất, tài chính, viễn thông. Đầu tư nước ngoài: đến cuối năm 2000, có 4.991 dự án đầu tư nước ngoài được cấp phép với tổng vốn 17,527 tỷ USD. Năm 1992, Hạ Môn nằm trong 10 thành phố mạnh toàn diện của Trung Quốc, GDP tăng 20% hàng năm. Năm 2017, GDP của Hạ Môn là 435,118 tỷ NDT, GDP đầu người 16.235 USD, kim ngạch xuất nhập khẩu năm 2000: 10,049 tỷ USD, xuất khẩu: 5.880 USD. Thành phố có Sân bay Quốc tế Hạ Môn Cao Khi. Cảng Hạ Môn nằm trong 10 cảng hàng đầu của Trung Quốc, đây là cảng nước sâu có thể đón tàu 50.000 tấn cập cảng, tàu 100.000 tấn vào neo đậu trong cảng. Cảng có các tuyến đi Hồng Kông, Nhật Bản, Hàn Quốc, Cao Hùng và Singapore, châu Âu, châu Mỹ và Địa Trung Hải. Năm 2000, lượng hàng qua cảng Hạ Môn là 19,65 triệu tấn hàng, tăng 10,82% so với 1999. Lượng container là 108 triệu TEU, tăng 27,83% so với 1999.

## Thành phố kết nghĩa
- Cardiff (Anh) từ năm 1983
- Sasebo, Nhật Bản từ năm 1983
- Cebu, Philippines từ năm 1984
- Baltimore (Mỹ) từ năm 1985
- Wellington, New Zealand từ năm 1987
- Penang, Malaysia từ năm 1991